# Parada (Órdenes)
Parada o Santa Marina de Parada (llamada oficialmente Santa Mariña de Parada) es una parroquia española del municipio de Órdenes, en la provincia de La Coruña, Galicia.

## Entidades de población
Entidades de población que forman parte de la parroquia:
- Aquinín (A Ponte Quinín)
- Carballeira (A Carballeira)
- Castenda (Castenda de Parada)
- Castro (O Castro)
- Cestaños
- Estación (A Estación)
- Fontenlas (As Fontenlas)
- Grela (A Agrela)
- Pazo (O Pazo)
- Rebordelos
- Rego (O Rego)
- Valiño (O Valiño)

## Despoblado
- Edreira (A Edreira)

## Demografía
| Gráfica de evolución demográfica de Parada entre 2000 y 2019 |
|                                                              |
| Datos según el nomenclátor publicado por el INE.             |